# Zdeněk Pospěch
Zdeněk Pospěch (Opava, 14 de dezembro de 1978) é um futebolista tcheco.

## Carreira
Disputou o Campeonato Europeu de Futebol de 2008, e sua atual equipe é o FC Copenhague.